# Kąty (przystanek kolejowy)
Kąty (ukr. Кути, ros. Куты) – przystanek kolejowy w miejscowości Kąty, w rejonie złoczowskim, w obwodzie lwowskim, na Ukrainie.
Przystanek istniał przed II wojną światową.